# Orgtroud (microraïon)
Orgtroud  (en langue russe : Оргтру́д) est un microraïon situé dans le raïon de Frounzé de la ville de Vladimir en Russie, à proximité du village de Bogolioubovo et de son château.

## Géographie
Le microraïon est situé le long de la rivière Kliazma, à 11 kilomètres au nord-est de la ville de Vladimir, à 2 kilomètres de la petite station de chemin de fer Lemechki sur la ligne Vladimir-Kovrov et du pont piétonnier qui passe au dessus de voies et mène à l'église de l'Intercession-de-la-Vierge sur la Nerl située à un kilomètre plus loin. La partie urbanisée est située à l'est des vastes pâturages qui entourent cette église de l'Intercession, et à l'ouest d'une vaste zone boisée.

## Population
4 800 habitants (2010).

## Histoire
En 1881 est créée dans ce village une usine de traitement du coton  du nom de Lemechenski (du nom du petit village se trouvant près de la station de chemin de fer), appartenant à la manufacture André Nikitine. Suivant le recensement de la population de l'Empire russe de 1897 la population s'élève à l'époque à 1 258 habitants.
En 1927 la communauté villageoise de Lemechenski est reprise dans le raïon Vladimir. De 1965 à 2004, le village de type urbain Orgtroud fait partie du raïon de Kamechkovo, oblast de Vladimir. En 2004, il est transformé en  centre de population villageoise  et subordonné à l'administration du raïon de Frounze dans la ville de Vladimir. Depuis 2006 il fait toujours partie de cette même entité administrative.

Durant les années  2011 à 2016 l'église Andreï le Stratilate a été restaurée. L'abside, une partie du réfectoire et le corps même de l'église ont été préservés. À l'époque soviétique les locaux étaient utilisés comme club de loisir pour les ouvriers de la fabrique de coton.

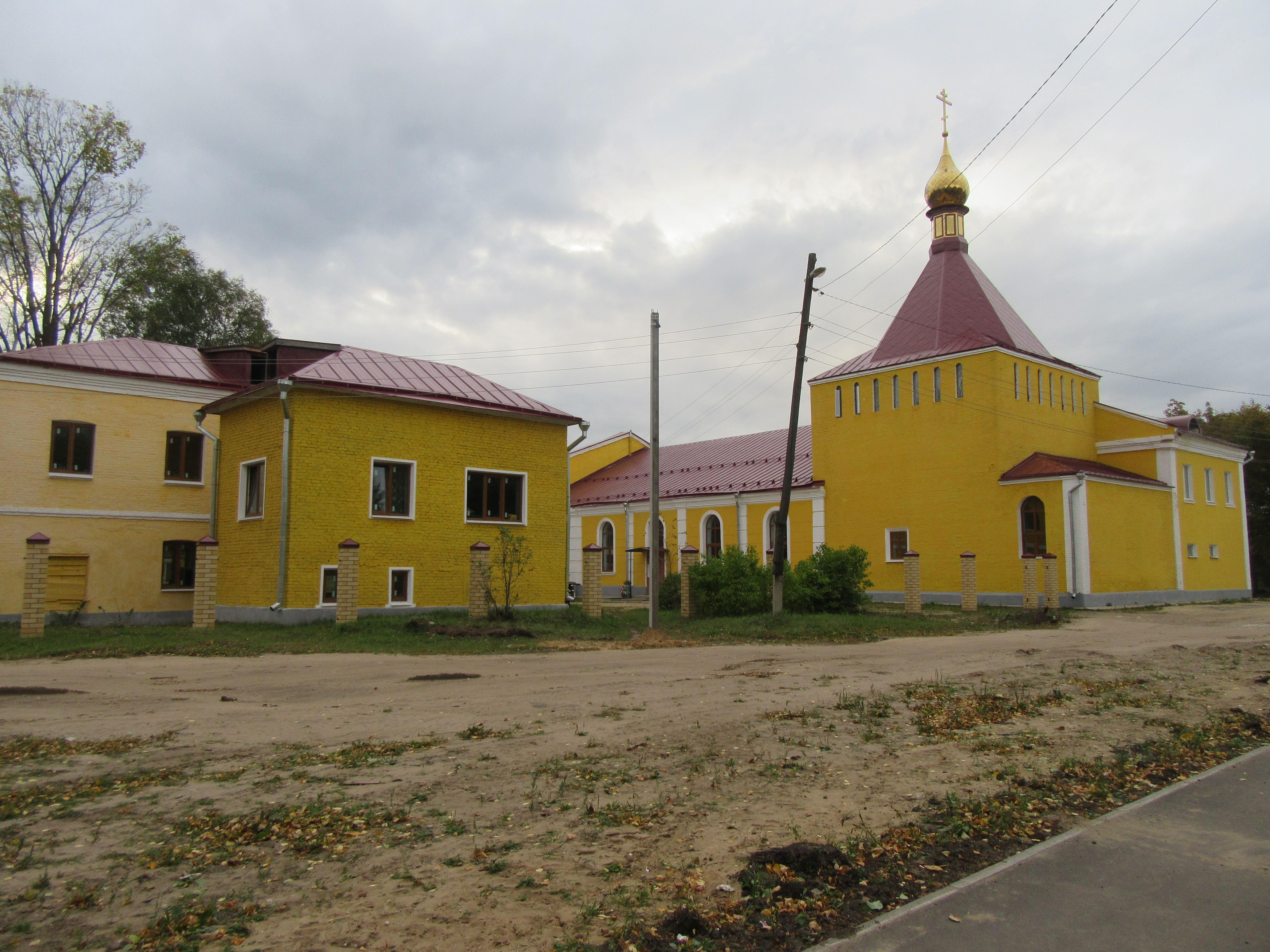
Eglise d'Orgtroud dédiée à Saint André Stratilate (1880-1887)
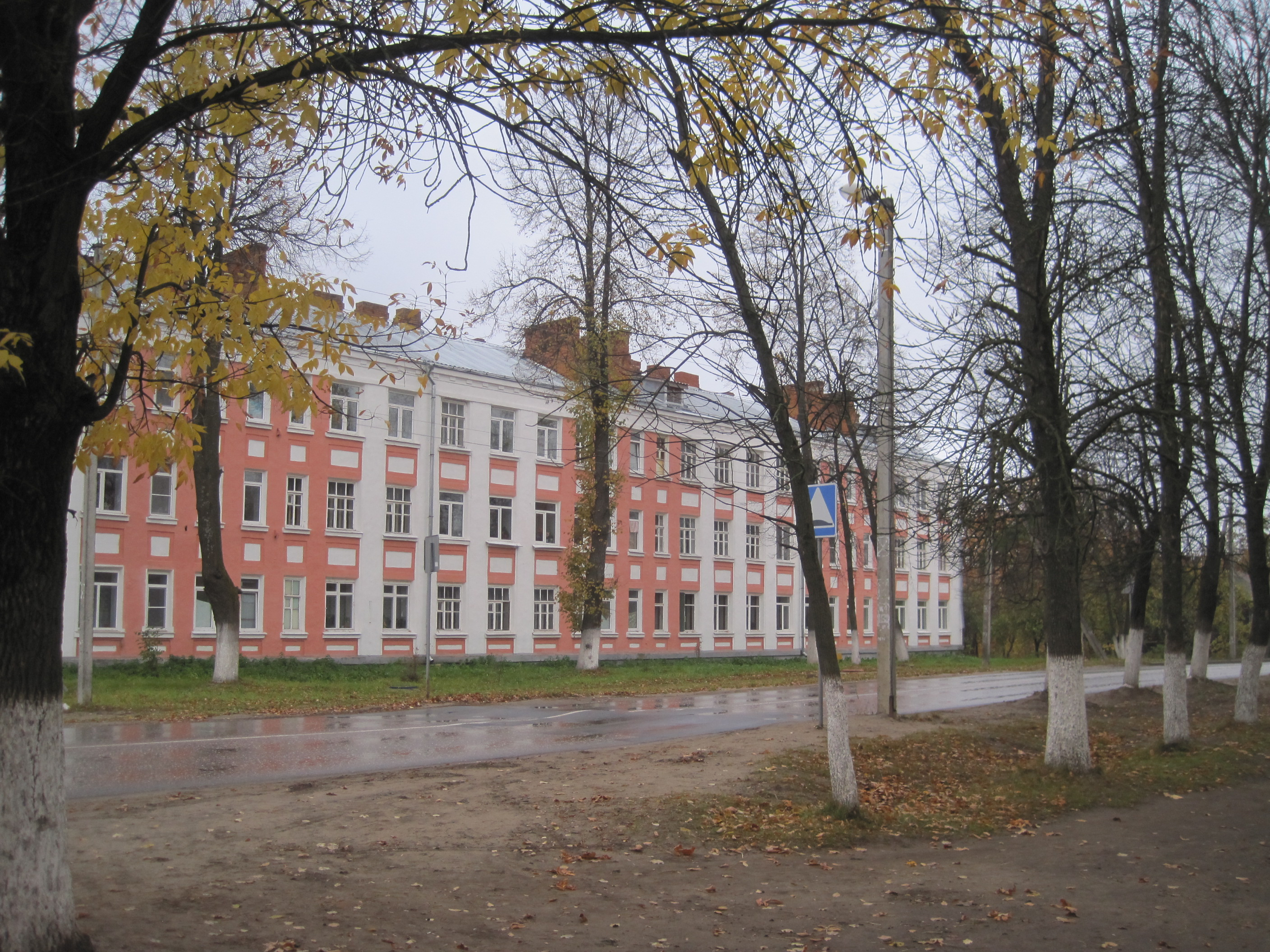
Bâtiments à Orgtroud, oblast de Vladimir
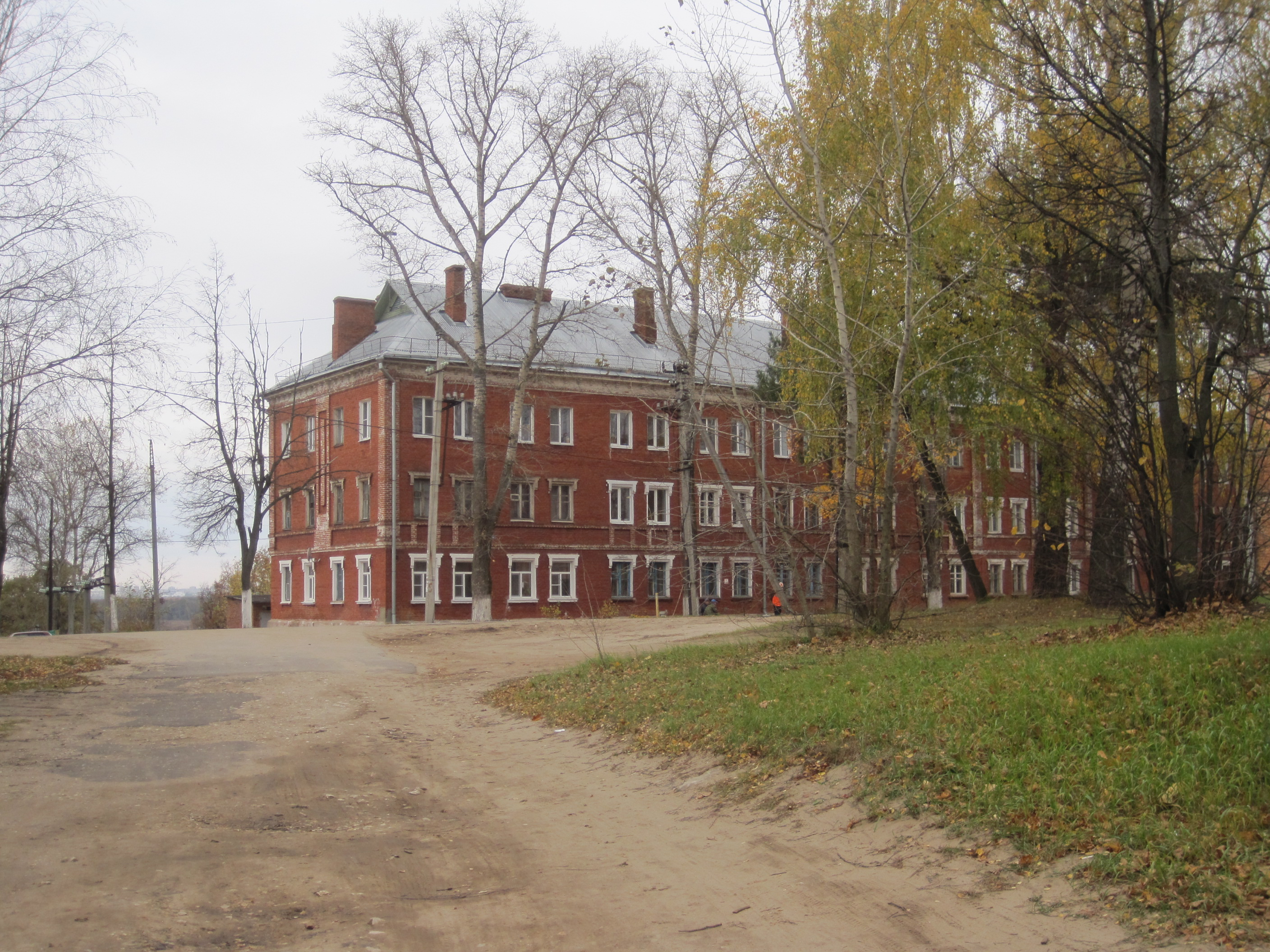
Bâtiments anciens à Orgtroud, près de Vladimir

L'ancienne filature de coton a laissé en place de vastes bâtiments d'habitations pour les ouvriers qui datent d'avant la révolution d'Octobre de 1917, et dont certains ont été restaurés ou pour le moins maintenus en état. Ce sont des immeubles à l'architecture rationnelle mais soignée, qui témoignent d'un souci de bien-être des ouvriers de la part des propriétaires de la fabrique, sur le plan de l'habitat.  
Un monument du souvenir des victimes de la Grande guerre patriotique énumère sur la place du microraïon  la liste des noms des habitants du lieu tués, entre 1941 et 1945, par les Allemands.

## Économie
Dans ce village est créée en 1881 l'usine de tissage de coton appelée  « Travail organisé » (d'où lui vient son nom en russe : « Организованный труд» (Organisovani troud). Elle n'est plus en activité.